# Oxford (Wisconsin)
Oxford és una població dels Estats Units a l'estat de Wisconsin. Segons el cens del 2000 tenia 536 habitants.

## Demografia
Segons el cens del 2000, Oxford tenia 536 habitants, 223 habitatges, i 136 famílies. La densitat de població era de 207 habitants per km².
Dels 223 habitatges en un 30,9% hi vivien nens de menys de 18 anys, en un 48% hi vivien parelles casades, en un 9,4% dones solteres, i en un 38,6% no eren unitats familiars. En el 33,6% dels habitatges hi vivien persones soles el 20,6% de les quals corresponia a persones de 65 anys o més que vivien soles. El nombre mitjà de persones vivint en cada habitatge era de 2,4 i el nombre mitjà de persones que vivien en cada família era de 3,1.
Per edats la població es repartia de la següent manera: un 27,8% tenia menys de 18 anys, un 8,8% entre 18 i 24, un 27,1% entre 25 i 44, un 18,3% de 45 a 60 i un 18,1% 65 anys o més.
L'edat mediana era de 36 anys. Per cada 100 dones de 18 o més anys hi havia 94,5 homes.
La renda mediana per habitatge era de 35.481 $ i la renda mediana per família de 42.292 $. Els homes tenien una renda mediana de 29.792 $ mentre que les dones 22.083 $. La renda per capita de la població era de 16.103 $. Aproximadament l'11,5% de les famílies i el 14,3% de la població estaven per davall del llindar de pobresa.

## Poblacions més properes
El següent diagrama mostra les poblacions més properes.